# که‌گاره
کِه‌گاره (به ژاپنی: 穢れ・汚れ Kegare) اصطلاح ژاپنی برای وضعیت آلودگی و گناه است، خصوصاً در دین شینتو به عنوان اصطلاح مذهبی مهم است. تماس با هر نوع مرگ، زایمان (برای هر دو والدین)، بیماری و قاعدگی، و اعمالی مانند تجاوز جنسی به دلایلی «کِه‌گاره» به‌شمار می‌آید.